# Organización territorial de Catar

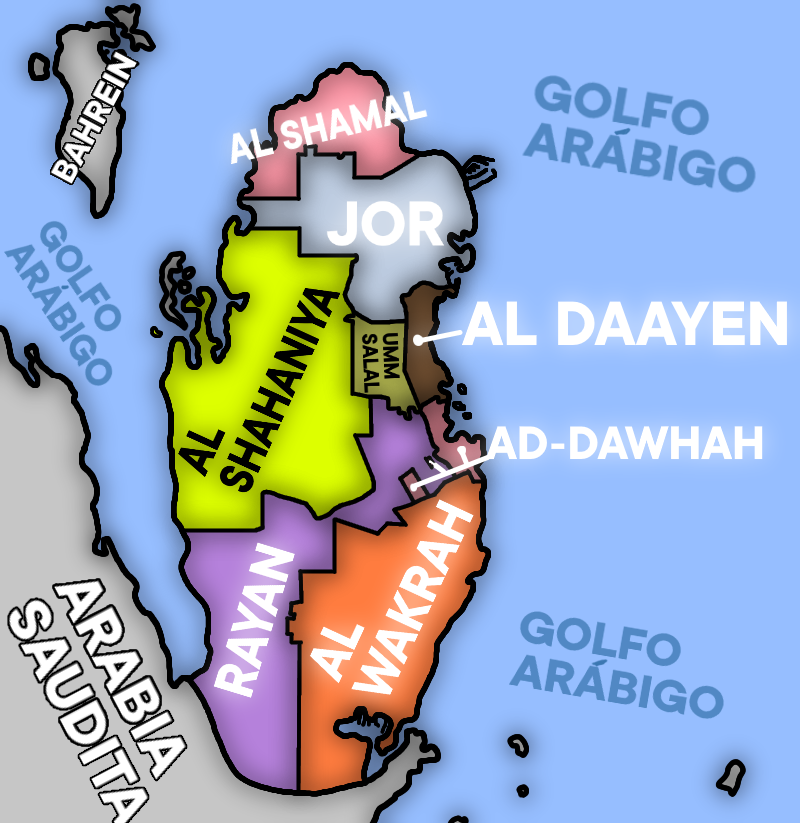
Municipalidades de Catar desde 2015.

El Estado de Catar está organizado territorialmente en ocho municipios (baladiyah):

| Ubigeo | Municipio    | Capital            | Superficie (km²) | Población | Densidad (hab/km²) | Ubicación |
| ------ | ------------ | ------------------ | ---------------- | --------- | ------------------ | --------- |
| 01     | Al Wakrah    | Al Wakrah          | 1638             | 193 983   | 194,76             |           |
| 02     | Al Shamal    | Madinat ash Shamal | 859,8            | 8,794     | 10                 |           |
| 03     | Al Daayen    | Umm Qarn           | 167,1            | 24 772    | 190                |           |
| 04     | Al Shahaniya | Al Shahaniya       | 3,309            | 187,571   | 57                 |           |
| 05     | Ad-Dawhah    | Doha               | 234              | 796 947   | 3405,76            |           |
| 06     | Jor          | Al Khor            | 1,613,3          | 202,031   | 130                |           |
| 07     | Rayán        | Rayán              | 2,450            | 605,712   | 250                |           |
| 08     | Umm Salal    | Umm Salal Ali      | 318,4            | 90,835    | 290                |           |

## Organización territorial anterior a 2004

Mapa administrativo de Catar antes de 2004.

Anteriormente a 2004, el estado de Catar estaba dividido en 10 municipios:
1. Ad Dawhah
2. Al Ghuwariyah
3. Al Jumaliyah
4. Al Khawr
5. Al Wakrah
6. Ar Rayyan
7. Jariyan al Batnah
8. Madinat Ash Shamal
9. Umm Salal
10. Mesaieed